# Testo descrittivo
Il testo descrittivo è un tipo di testo in cui la funzione prevalente è la descrizione. Quest'ultima consiste nella trasposizione di una parte di mondo in una sua versione linguistica, considerata staticamente e atemporalmente. Nei testi descrittivi sono rappresentati persone, oggetti, ambienti, con un'enfasi dell'elemento sensoriale; la categoria cognitiva maggiormente implicata è quella dello spazio, mentre nei testi narrativi è il tempo.

## Descrizione
Lo scopo di un testo descrittivo è quello di raccontare al lettore o all'ascoltatore le caratteristiche visibili di una certa realtà. La definizione "scientifica" invece indica la comunicazione di conoscenze che si possono interpretare in un solo modo.
Spesso le descrizioni seguono particolari ordini: si passa da elementi relativi all'aspetto complessivo ad elementi più specifici (per esempio, nella descrizione di una persona, si descrive prima la corporatura e poi del volto). Al netto della dinamica dell'ordine degli elementi, l'oggetto è rappresentato nel testo descrittivo come immobile nel tempo. Si veda, ad esempio, l'incipit dei Promessi sposi di Manzoni:
In italiano, i tempi verbali che riproducono questo senso di staticità, simile a quello di una istantanea, sono l'indicativo presente e l'indicativo imperfetto, il primo spesso relativo a caratteristiche permanenti, il secondo a caratteristiche contingenti. Ad esempio:
Paolo è ossuto e magro, ha i capelli scuri e gli occhi storti. Ieri aveva gli occhiali da sole e zoppicava un po'.
La descrizione può essere denotativa o connotativa. Nel primo caso, la descrizione ha un sapore oggettivo: la cosa o la persona viene descritta in modo impersonale, cioè basandosi su dati che tutti possono constatare e non inserendo nulla di personale. Nel secondo caso, la descrizione è più marcatamente soggettiva: la persona o la cosa viene descritta secondo valutazioni personali, quindi inserendo sensazioni, opinioni e impressioni della stessa persona che descrive.